# Abraxas fulvapicata
Abraxas fulvapicata är en fjärilsart som beskrevs av Rayner 1903. Abraxas fulvapicata ingår i släktet Abraxas och familjen mätare. Inga underarter finns listade i Catalogue of Life.